# U-42 (1939)
El U-42 fue un submarino Tipo IX de la Kriegsmarine hundido en 1939 durante la Segunda Guerra Mundial.

## Construcción e historia de servicio
El U-42 fue puesto en gradas en 1937, fue botado en febrero de 1939 y asignado en julio del mismo año. El único hito del U-42 fue producir daños a un buque enemigo; y fue hundido en octubre de 1939 por los destructores HMS Imogen y HMS Ilex.